# Novair (Armenien)
Novair LLC ist eine armenische Regionalfluggesellschaft mit Sitz in Jerewan und Basis auf dem Flughafen Jerewan.

## Geschichte
NovAir wurde am 23. Oktober 2020 als Tochtergesellschaft der ehemaligen Atlantis European Airways gegründet.

## Flotte
Mit Stand September 2024 besteht die Flotte der Novair aus einem Flugzeug mit einem Alter von 9 Jahren.
| Flugzeugtyp | Anzahl | bestellt | Anmerkungen | Sitzplätze | Alter |
| ----------- | ------ | -------- | ----------- | ---------- | ----- |
| Let L-410   | 1      |          |             | 19         | 9     |
| Gesamt      | 1      | -        |             |            | 9     |